# Courtenay (Kanada)
Courtenay – miasto w Kanadzie, w prowincji Kolumbia Brytyjska, na wyspie Vancouver.
Z Courtenay pochodzi Spencer O’Brien, kanadyjska snowboardzistka, mistrzyni świata.